# الکسی کول
الکسی کول (اوکراینی: Олексій Король؛ زادهٔ ۱۴ اکتبر ۱۹۷۷) بازیکن فوتبال اهل ایالات متحده آمریکا است.
از باشگاه‌هایی که در آن بازی کرده‌است می‌توان به اف‌سی دالاس و شیکاگو فایر اشاره کرد.